# Horná Mičiná
Horná Mičiná (ungarisch Felsőmicsinye) ist eine Gemeinde in der Mitte der Slowakei, mit 698 Einwohnern (Stand 31. Dezember 2024) und gehört zum Okres Banská Bystrica, einem Kreis des Banskobystrický kraj.

## Geographie

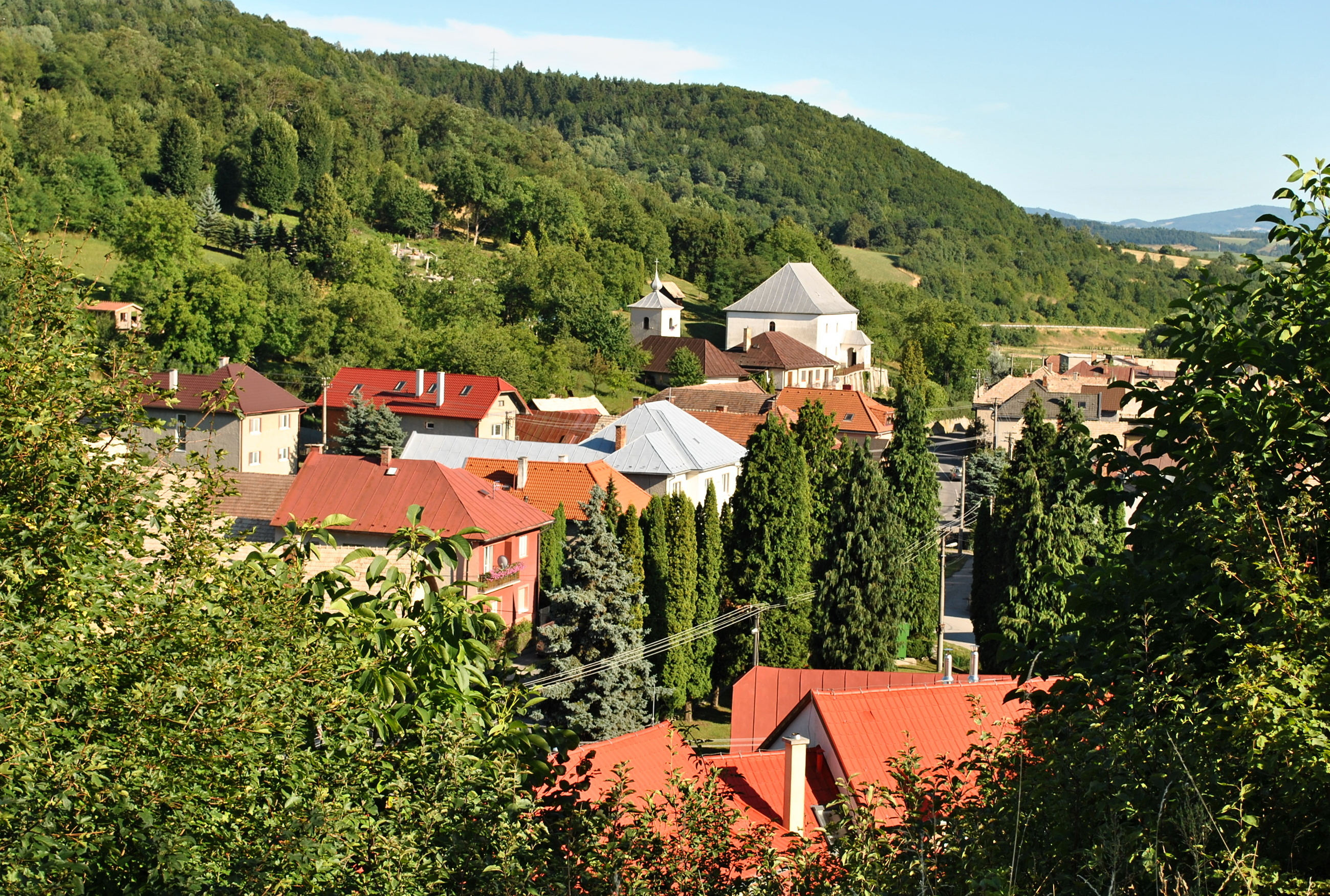
Blick auf den Horná Mičiná

Die Gemeinde liegt in der Landschaft Podpoľanie am Bach Mičinský potok, acht Kilometer südöstlich von Banská Bystrica gelegen.

## Geschichte
Der Ort wurde zum ersten Mal 1293 als terra Myka schriftlich erwähnt, als sie zu einem gewissen Mika gehörte. Im 14. Jahrhundert teilte sich das bisher einige Dorf in die bis heute existierenden Orte Dolná Mičiná und Horná Mičiná. Bis zum 16. Jahrhundert gehörte der Ort zum Geschlecht Micsinyei, dann zu Beniczky.

## Bevölkerung
| Jahr                | 1994 | 2004    | 2014     | 2024     |
| ------------------- | ---- | ------- | -------- | -------- |
| Anzahl der Personen | 475  | 467     | 607      | 698      |
| Unterschied         |      | −1,68 % | +29,97 % | +14,99 % |

| Jahr                | 2023 | 2024    |
| ------------------- | ---- | ------- |
| Anzahl der Personen | 690  | 698     |
| Unterschied         |      | +1,15 % |

Ergebnisse nach der Volkszählung 2001 (488 Einwohner):
| Nach Ethnie: - 97,34 % Slowaken - 1,02 % Zigeuner - 0,82 % Magyaren - 0,61 % Tschechen | Nach Religion: - 20,90 % römisch-katholisch - 65,16 % evangelisch - 11,89 % konfessionslos - 1,23 % keine Angabe |

## Bauwerke
- frühgotische römisch-katholische Kirche St. Michael aus dem 13./14. Jahrhundert
- klassizistische evangelische Kirche von 1785
- Ruinen eines Renaissance-Landschlosses aus dem 16. Jahrhundert

## Persönlichkeiten
- Ján Chalupka (1791–1871), slowakischer Schriftsteller und Dramatiker